# La Mano, Skövde

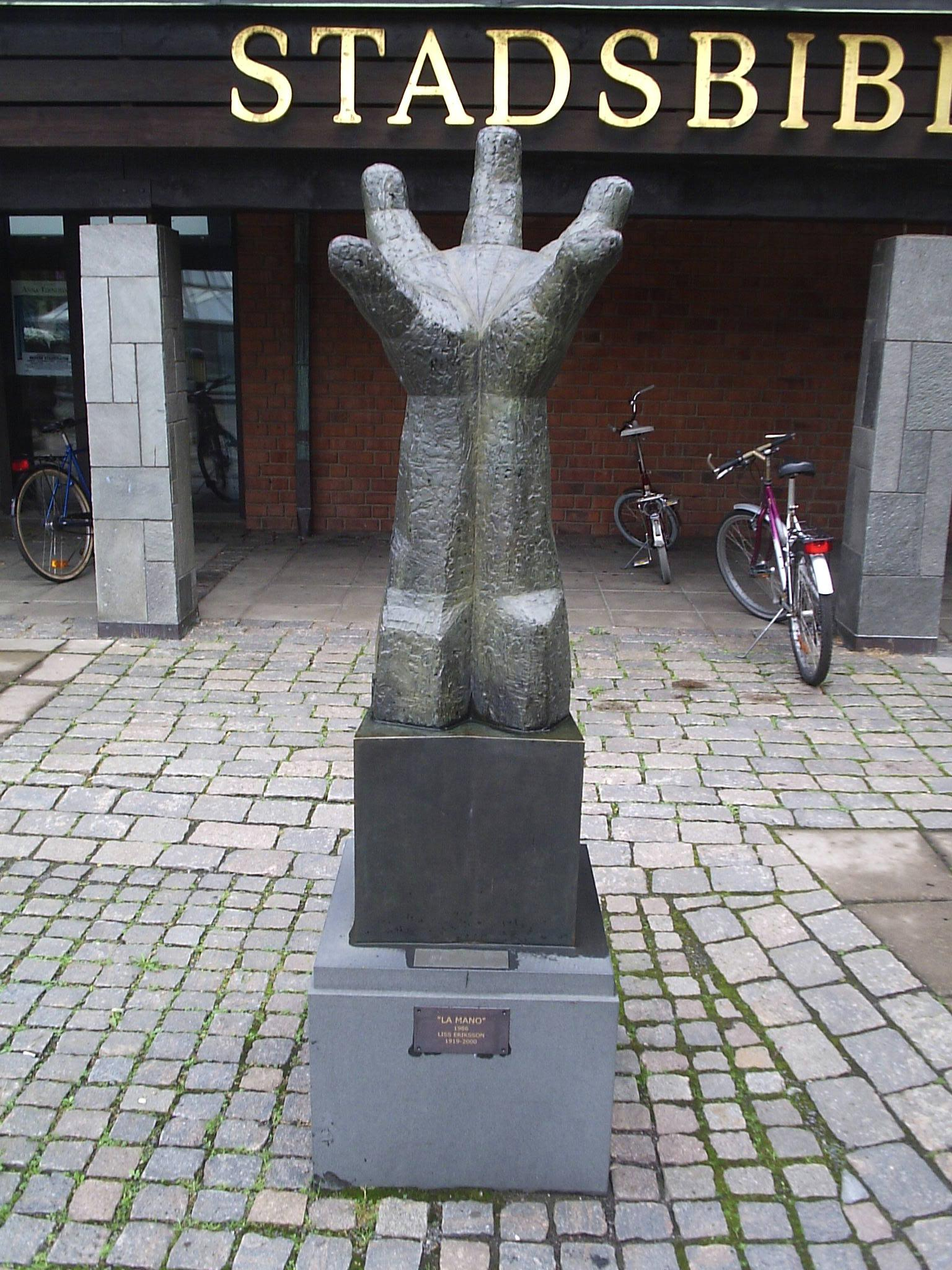
La Mano i Skövde

La Mano (spanska för 'handen') är en skulptur i brons från 1976 placerad utanför Kulturhuset i Skövde. Statyn restes för att hedra Olof Palme.
Verket är skulpterat av Liss Eriksson, och är en mindre version av hans La Mano, som finns i röd granit invid Katarinavägen i Stockholm. Denna ursprungliga skulptur är ett monument till minne av de svenskar som avled under det spanska inbördeskriget.